# Модесто, Руй
Руй Мануэл Муати Модесто (порт. Rui Manuel Muati Modesto; род. 7 октября 1999, Вендаш-Новаш, Эвора) — португальский футболист, защитник итальянского «Удинезе».

## Клубная карьера
Футболом начал заниматься в клубе «Афейтейра» из своего родного города в шестилетнем возрасте. Через несколько лет перешёл в академию местной «Эштрелы». Дважды ездил в аренду в молодёжные клубы «Жувентуде» и «Луситано», за которые выступал в молодёжных первенствах Португалии. В августе 2017 года дебютировал за основную команду «Эштрелы» в матче третьей лиги с «Идеалом», выйдя на поле в стартовом составе. Летом 2018 года покинул клуб и подписал контракт с «Виторией» из Сетубала, за молодёжную команду которой провёл 55 матчей за два сезона.
17 сентября 2020 года перешёл в финскую «Хонку». Провёл три матча за вторую команду клуба в третьей финской лиге. Дебютировал за основной состав клуба в чемпионате Финляндии 15 октября в домашней игре с «Мариехамном», появившись на поле на 80-й минуте. В июле 2021 года дебютировал в еврокубках, сыграв в квалификационных раундах Лиги конференций с исландским «Рунавиком» и словенским «Домжале». В 2021 году вместе с командой дошёл до полуфинала кубка страны, а на следующий год стал победителем кубка лиги.
28 ноября перешёл в шведский АИК, подписав с ним контракт, рассчитанный на три года.
30 августа 2024 года «АИК» достиг соглашения с итальянским клубом «Удинезе» о немедленном трансфере Модесто. Модесто подписал контракт на 4 года с Удинезе.

## Карьера в сборной
Летом 2023 года Модесто принял предложение выступать за сборную Анголы. Защитник дебютировал за «черных антилоп» 12 сентября того же года в товарищеском матче против Ирана (0:4).

## Клубная статистика
| Выступление          | Выступление      | Выступление      | Лига | Лига | Кубки | Кубки | Конт. кубки | Конт. кубки | Итого | Итого |
| Клуб                 | Лига             | Сезон            | Игры | Голы | Игры  | Голы  | Игры        | Голы        | Игры  | Голы  |
| -------------------- | ---------------- | ---------------- | ---- | ---- | ----- | ----- | ----------- | ----------- | ----- | ----- |
| Эштрела Вендаш-Новаш | Третья лига      | 2017/18          | 28   | 0    | 0     | 0     | 0           | 0           | 28    | 0     |
| Эштрела Вендаш-Новаш | Итого            | Итого            | 28   | 0    | 0     | 0     | 0           | 0           | 28    | 0     |
| Хонка                | Вейккауслига     | 2020             | 3    | 0    | 0     | 0     | 0           | 0           | 3     | 0     |
| Хонка                | Вейккауслига     | 2021             | 21   | 2    | 6     | 1     | 4           | 0           | 31    | 3     |
| Хонка                | Вейккауслига     | 2022             | 26   | 7    | 5     | 1     | 0           | 0           | 31    | 8     |
| Хонка                | Итого            | Итого            | 50   | 9    | 11    | 2     | 4           | 0           | 65    | 11    |
| → Хонка Акатемиа     | Какконен         | 2020             | 3    | 0    | 0     | 0     | 0           | 0           | 3     | 0     |
| → Хонка Акатемиа     | Итого            | Итого            | 3    | 0    | 0     | 0     | 0           | 0           | 3     | 0     |
| Всего за карьеру     | Всего за карьеру | Всего за карьеру | 81   | 9    | 11    | 2     | 4           | 0           | 96    | 11    |